# 京極真
京極 真（きょうごく まこと、1976年 - ）は、日本の医学者。吉備国際大学准教授。資格は作業療法士、学位は博士（作業療法学）（首都大学東京・2009）。専門は信念対立解明アプローチ、構造構成主義、作業療法。

## 著作リスト
- 『構造構成主義の展開-21世紀の思想のあり方』 西條剛央、池田清彦、京極真 編纂　至文堂　2007
- 『エマージェンス人間科学-理論・方法・実践とその間から』菅村玄二、斎藤清二、荒川歩、松嶋秀明、黒須正明、無藤隆、荘島宏二郎、山森光陽、京極真著、西條剛央 編纂 北大路書房 2007
- 『現代思想のレボリューション』西條剛央、京極真、池田清彦 編纂 北大路書房 2007
- 『信念対立の克服をどう考えるか』西條剛央、京極真、池田清彦 編纂 北大路書房 2008
- 『人間作業モデル』
- 『なぜいま医療でメタ理論なのか』西條剛央、京極真、池田清彦 編纂 北大路書房 2009
- 『臨床実習ガイドブック』京極真、鈴木憲雄 編纂 誠信書房2009
- 『持続可能な社会をどう構想するか』西條剛央、京極真、池田清彦 編纂 北大路書房 2010
- 『精神障害領域の作業療法』石井良和、京極真、長雄眞一郎 編纂 中央法規出版 2010
- 『作業療法士のための非構成的評価トレーニングブック』京極真 誠信書房 2010
- 『よい教育とは何か』西條剛央、京極真、池田清彦 編纂 北大路書房 2011
- 『医療関係者のための信念対立解明アプローチ』 京極真 誠信書房 2011
- 『信念対立解明アプローチ入門』　京極真 中央法規出版 2012

その他論文多数。